# بحيرة ابانت
بحيرة ابانت الطبيعة (بالإنجليزية: Lake Abant Nature Park)‏ هي بحيرة للمياه العذبة في مقاطعة بولو في شمال غرب الأناضول ,شكلت البحيرة نتيجة لانهيار أرضي كبير و تحيط بالبحيرة غابات تظهر الجمال الطبيعي التركي تعتبر البحيرة مقصد هام للسياح الاتراك.